# For the First Time in Forever
«For the First Time in Forever» es una de las canciones que forman parte de la banda sonora de la película de Disney, Frozen. Compuesta por Kristen Anderson-Lopez y Robert López, es interpretada en la película por primero, Kristen Bell, luego ella y Idina Menzel.

## Sinopsis
En la primera versión, la canción muestra la felicidad de Anna en la preparación para la coronación de su hermana. Cantar una melodía contrapunto (con la melodía de Let It Go), Elsa expresa su temor a revelar accidentalmente sus poderes de hielo. Y cuando en el final de la canción conoce a un príncipe que termina traicionándola.  
En la reprise, Anna ha llegado al palacio de hielo de Elsa para tratar de conseguir que descongelar el reino, después de que ella, sin saberlo, provocó un invierno eterno. Sin embargo, Elsa se niega porque siente que no puede controlar sus poderes y que es mejor que esté sola, así no puede hacer daño a nadie. Como intentos de Anna a la razón con su hermana, el miedo de Elsa se intensifica, dando lugar a una tormenta de partículas de hielo, y se bloquea palabras calmantes de su hermana. Paranoica y perdida, ella deja escapar un grito, y tira accidentalmente a Anna en el corazón las partículas de hielo acumulado.

## Versiones en otros idiomas
Disney también realizó el doblaje y adaptación de la canción en otros idiomas. En las variedades del idioma español…
| Cantantes                        | Título                    | Lenguaje           |
| -------------------------------- | ------------------------- | ------------------ |
| Carmen Sarahí y Romina Marroquín | "Finalmente y como nunca" | Español latino     |
| Gisela y Carmen López Pascual    | "Por primera vez en años" | Español castellano |

### Otros idiomas
| Cantantes                                                               | Título                                                               | Traducción                               | Lenguaje            |
| ----------------------------------------------------------------------- | -------------------------------------------------------------------- | ---------------------------------------- | ------------------- |
| Willemijn Verkaik y Pia Allgaier                                        | Zum ersten mal                                                       | Por primera vez                          | Alemán              |
| Nesma Mahgoub y Shorouq Selah                                           | لأول يوم بعمري (Fa li awali yawmen Bi-´Omri)                         | Por el primer día de mi vida             | Árabe               |
| Весела Бонева, Надежда Панайотова (Vesela Boneva y Nadezhda Panayotova) | За първи път от цяла вечност (Za pŭrvi pŭt ot tsyala vechnost)       | Por primera vez en toda la eternidad     | Búlgaro             |
| Kandy Wong y Jobelle Ubalde                                             | 從未出現的感覺 (Cóng wèi chūxiàn de gǎnjué)                          | Sintiendo que nunca apareció             | Chino cantonés      |
| Gisela y Paula Ribó                                                     | Per primer cop des de fa segles                                      | Por primera vez desde hace siglos        | Catalán             |
| Tereza Martinková & Monika Absolonová                                   | Právě teď tak krásné                                                 | Tan hermosa ahora mismo                  | Checo               |
| 박지윤 & 박혜나 (Ji-Yun Park & Hye-Na Park)                             | 태어나서 처음으로 (Taeeonaseo cheoeum-eulo)                          | Por primera vez en mi vida               | Coreano             |
| Nataša Mirković y Sementa Rajhard                                       | Prvi puta od kad pamtim                                              | Por primera vez desde que puedo recordar | Croata              |
| Kristine de Eriksen y Maria Lucia Heiberg Rosenberg                     | Jeg har vendet alt for længe                                         | He estado girando por demasiado tiempo   | Danés               |
| Andrea Somorovská y Lucia Bugalová                                      | Prvýkrát za večnosť celú                                             | Por primera vez en la eternidad          | Eslovaco            |
| Nuška Drašček Rojko y Tanja Ravljen                                     | Prvič v življenju                                                    | "Por primera vez en mi vida"             | Esloveno            |
| Hele Kõrve y Hanna-Liina Võsa                                           | Sest esmakordselt ajameres                                           | Por primera vez en el mar del tiempo     | Estonio             |
| Katja Sirkiä y Saara Aalto                                              | Ensi kertaa ikuisuuteen                                              | Por primera vez a la eternidad           | Finés               |
| Elke Buyle y Aline Goffin                                               | Voor het eerst in heel ons leven                                     | Por primera vez en todas nuestras vidas  | Flamenco            |
| Anais Delva y Emmylou Homs                                              | Le renouveau                                                         | Renovación                               | Francés             |
| Vassia Zacharopoulou & Sia Koskiná                                      | Τα Όνειρά Μου Ζωντανεύουν (Ta Óneirá Mou Zo̱ntanév̱oun)                | Mis sueños cobran vida                   | Griego              |
| Einat Azoulay & Mona Mor                                                | סוף כל סוף                                                           | Finalmente                               | Hebreo              |
| Vágó Bernadett & Füredi Niki (Nikolett)                                 | Mától mindörökké                                                     | Desde hoy para siempre                   | Húngaro             |
| Nadia Rosyada & Mikha Sherly Marpaung                                   | Untuk pertama kalinya                                                | Por primera vez                          | Indonesio           |
| Kristen Bell y Idina Menzel                                             | For the First Time in Forever                                        | Por primera vez en la eternidad          | Inglés              |
| Þórdís Björk y Ágústa Eva Erlendsdóttir                                 | Því nú loks er allt að gera                                          | Porque ahora finalmente todo esta hecho  | islandés            |
| Mona Mor y Einat Azulay                                                 | Sof kol sof ("سوف كل سوف")                                           | Todos lo harán                           | Israel              |
| Serena Rossi & Serena Autieri                                           | Oggi, la prima volta                                                 | Hoy, la primera vez                      | italiano            |
| Sayaka Kanda & Takako Matsu                                             | 生まれてはじめて (Umarete hajimete)                                  | Por primera vez en mi vida               | japonés             |
| Beāte Zviedre & Jolanta Strikaite                                       | Pirmo reizi mūžā                                                     | Por primera vez en mi vida               | letón               |
| Neringa Nekrašiūtė & Girmantė Vaitkutė                                  | Pirmą kart gyvenime šiam                                             | Por primera vez en mi vida               | lituano             |
| Marsha Milan Londoh y Amylea Azizan                                     | Untuk pertama kalinya                                                | Por primera vez                          | Malayo              |
| Li Xiao Xiao & Hu Wei Na                                                | 好久没在生命里 (Hǎojiǔ méi zài shēngmìng lǐ)                         | No en la vida por mucho tiempo           | Chino mandarín      |
| Xuan Zhen Liu & Shennio Lin                                             | 第一次天長地久 (Dì yī cì tiānchángdìjiǔ)                             | Por primera vez para siempre             | Mandarín de Taiwán  |
| Willemijn Verkaik y Noortje Herlaar                                     | Voor Het Eerst Na Al Die Jaren                                       | Por primera vez en todos estos años      | Neerlandés          |
| Lisa Stokke & May Kristin Kaspersen                                     | Første gang på lenge                                                 | Primera vez en mucho tiempo              | Noruego             |
| Magdalena Wasylik & Katarzyna (Kasia) Łaska                             | Pierwszy raz jak sięga pamięć                                        | Por primera vez en la memoria            | Polaco              |
| Ana Encarnação y Isabel Jacobetty                                       | "Pela primeira vez para sempre"                                      | Por primera vez para siempre             | Portugués europeo   |
| Taryn Szpliman y Gabriela Porto                                         | Por uma vez na eternidade                                            | Por una vez en la eternidad              | Portugués brasileño |
| Dalma Kovàcs y Cătălina Chirțan                                         | Vreau să mă asculţi                                                  | Quiero que me escuches                   | Rumano              |
| Anna Buturlina y Natalia Bystrova                                       | "Ведь первый раз за эту вечность" (Ved' pervyy raz za etu vechnost') | Por primera vez en esta eternidad        | Ruso                |
| Jelena Gavrilović y Lejla Hot                                           | први пут у свом животу (Prvi put u svom životu)                      | Por primera vez en su vida               | Serbio              |
| Annika Herlitz y Mimmi Sandén                                           | För första gången nånsin                                             | Por primera vez                          | sueco               |
| หนึ่งธิดา โสภณ, วิชญาณี เปียกลิ่น (Nuengtidah Sohpon y Wichayahnee Piaglin)     | เป็นครั้งแรกที่รอมาเนิ่นนาน (Pen Krang Raek Tee Raw Mah Nern Nahn)          | Por primera vez en mucho tiempo          | tailandés           |
| Deniz Sujana & Begüm Günceler                                           | Çünkü ilk defa Hayatımda                                             | Porque por primera vez en mi vida        | Turco               |
| Maria Yaremchuk & Oľha "Shanis" Šanis                                   | За сто років це уперше (Za sto rokiv tse upershe)                    | Esta es la primera vez en cien años      | Ucraniano           |
| Võ Hạ Trâm & Dương Hoàng Yến                                            | Cho giây phút lần đầu tiên đón chờ                                   | Por primera vez esperando                | Vietnamita          |

## Posicionamiento en lista
| País           | Lista                   | Mejor posición |
| 2013 — 2014    | 2013 — 2014             | 2013 — 2014    |
| -------------- | ----------------------- | -------------- |
| Australia      | ARIA                    | 62             |
| Canadá         | Canadian Hot 100        | 70             |
| Corea del Sur  | Gaon Download Chart     | 19             |
| Escocia        | Scottish Top 40 Singles | 37             |
| Estados Unidos | UK Singles Chart        | 38             |
| Irlanda        | Irish Singles Chart     | 54             |
| Japón          | Japan Hot 100           | 14             |
| Reino Unido    | UK Singles Chart        | 38             |

- Datos: Q16993609